# ویمپول
ویمپول (به انگلیسی: Wimpole) یک روستا و محله مدنی در بریتانیا است که در کمبریج‌شر جنوبی واقع شده‌است. ویمپول ۲۲۷ نفر جمعیت دارد.